# Leptogenys arcirostris
Leptogenys arcirostris is een mierensoort uit de onderfamilie van de Ponerinae. De wetenschappelijke naam van de soort is voor het eerst geldig gepubliceerd in 1926 door Santschi.